# Robin Rich
Robin Rich født 16. marts 1967 er en tidligere dansk atlet.
Rich har som medlem af Københavns IF vundet en sølv- og tre bronzemedaljer på danske mesterskaber på 400 meter.

## Danske mesterskaber
- Sølv 1997 400 meter 49.69
- Bronze1997 400 meter inde 51.19
- Bronze 1993 400 meter 50.35
- Bronze 1992 400 meter 50.36

## Personlige rekorder
- 100 meter: 10.9h (+1.92) Tårnby 15. maj 1991
- 200 meter: 22.49 (-2.6) Frederiksberg 8.juli 1997
- 300 meter: 35.90 Hvidovre 2.maj 1998
- 400 meter: 49.15 Odense 16. august 1997.
- 800 meter: 1.59.34 Østerbro 9.august 2001.
- 110 meter hæk: 17.6h (-1.0) Gundsø 14. juni 1990
- 400 meter hæk: 59.2h Østerbro, 24. april 1995